# Booboo Stewart
Booboo Stewart (* 21. Januar 1994 in Beverly Hills, Kalifornien; eigentlich Nils Allen Stewart junior) ist ein US-amerikanischer Schauspieler und Sänger.

## Familie
Seine Mutter Renee Stewart ist asiatischer Abstammung und sein Vater schwarzfußindigener Herkunft. Er hat eine ältere Schwester, Meagan Stewart, und zwei jüngere Schwestern, Sage und Fivel. Letztere arbeitet ebenfalls an einer Gesangskarriere.

## Karriere
Seit dem Jahr 2004 erscheint Booboo Stewart in vielen Videos, Werbungen und Filmen. Er arbeitet nebenbei als Stuntman für Filme, darunter der Film Zoom, der 2006 erschien und im Film Beowulf (2007). Eine Gastrolle erhielt Booboo Stewart im bekannten und erfolgreichen Film Eclipse – Bis(s) zum Abendrot, welcher im Jahr 2010 in den deutschen Kinos erschien.
Er tourte mit Miley Cyrus und den Jonas Brothers bei der Best of Both Worlds Tour.
Er nahm die erste CD von Disney Channel Games 2008 mit dem Titel Let’s Go! auf und 2010 den Titel Under the Sea (aus The Little Mermaid) für die Disney-CD Disneymania 7. Er posierte auch für viele Zeitschriften, Plakate und Marken, so wie für Wii Fit und Hot Wheels.
Zwischen den Jahren 2006 bis 2008 war er Mitglied der Disney-Gruppe T-Squad, die aus ihm, Miki Ishikawa, dem Rapper Taylor McKinney (bekannt als Kid Karizz) und Jade Gilley bestand.
2015 spielte er die Rolle des Jay im Film Descendants – Die Nachkommen. Der Film wurde unter der Regie von Kenny Ortega gedreht. Auch in den 2017 und 2019 erschienenen Fortsetzungen, Descendants 2 – Die Nachkommen und Descendants 3 – Die Nachkommen, war er zu sehen.

## Filmografie (Auswahl)
- 2004: Yard Sale
- 2005: Pit Fighter
- 2006: 18 Fingers of Death!
- 2006: 666: The Child
- 2006: The Conrad boys
- 2007: The Last Sentinel
- 2007: Uncle P
- 2008: The 5th Commandment – Du sollst nicht töten (The 5th Commandment)
- 2009: American Cowslip
- 2009: How I Survived the Zombie Apocalypse
- 2010: Dark Games
- 2010: Eclipse – Biss zum Abendrot (The Twilight Saga: Eclipse)
- 2010: Logan
- 2010: Smitty
- 2010: CSI: Miami (Fernsehserie, Episode 8x13)
- 2011: R. L. Stine’s The Haunting Hour (Fernsehserie, Episode 1x18)
- 2011: Meine Schwester Charlie (Good Luck Charlie, Fernsehserie, 2 Episoden)
- 2011: Jake Stevens: The Last Protector
- 2011: Breaking Dawn – Biss zum Ende der Nacht, Teil 1 (The Twilight Saga: Breaking Dawn – Part 1)
- 2012: White Frog … Kraft unserer Liebe (White Frog)
- 2012: Mein Freund Smitty – Ein Sommer voller Abenteuer (Smitty)
- 2012: Karate-Chaoten (Kickin’ It, Fernsehserie, Episode 2x20)
- 2012: Breaking Dawn – Biss zum Ende der Nacht, Teil 2 (The Twilight Saga: Breaking Dawn – Part 2)
- 2013: Hexenjagd – Die Hänsel und Gretel-Story (Hansel & Gretel: Warriors of Witchcraft)
- 2013: Space Warriors – Das verrückte Weltraumcamp (Space Warriors)
- 2014: Hawaii Five-0 (Fernsehserie, Episode 4x17)
- 2014: X-Men: Zukunft ist Vergangenheit (X-Men: Days of Future Past)
- 2014: Das Leben ist wie ein Countrysong (Like a Country Song)
- 2014: The Last Survivors
- 2014: Christmas in Balsam Falls (An Evergreen Christmas)
- 2014: Dominion
- 2015: He Never Died
- 2015: Grimm (Fernsehserie, Episode 4x18)
- 2015: CSI: Cyber (Fernsehserie, Episode 1x07)
- 2015: Honeyglue
- 2015: Hope Bridge
- 2015: Descendants – Die Nachkommen (Descendants, Fernsehfilm)
- 2015–2016: Descendants – Verhexte Welt (Descendants: Wicked World, Fernsehserie, 5 Episoden, Stimme)
- 2016: S3 – Gemeinsam stärker (Lab Rats: Elite Force, Fernsehserie, 2 Episoden)
- 2017: Descendants 2 – Die Nachkommen (Descendants 2, Fernsehfilm)
- 2017: American Satan
- 2018: Westworld (Fernsehserie)
- 2019: Descendants 3 – Die Nachkommen (Descendants 3, Fernsehfilm)
- 2020: Julie and the Phantoms (Fernsehserie, 7 Episoden)
- 2020: Let Him Go
- 2021: Paradiesstadt (Paradise City, 8 Episoden)
- 2022–2024: Good Trouble (Fernsehserie)

## Diskografie (Auswahl)
- 2015: Rotten to the Core (mit Cameron Boyce, Dove Cameron & Sofia Carson; UK: Silber)
- 2017: Chillin’ like a Villain (mit Cameron Boyce, Sofia Carson & Mitchell Hope; UK: Silber)
- 2017: Ways to Be Wicked (mit Dove Cameron, Cameron Boyce & Sofia Carson; US: Platin; UK: Silber)
- 2017: You and Me (mit Cameron Boyce, Dove Cameron, Sofia Carson Mitchell Hope & Jeff Lewis; US: Gold)
- 2017: It’s Goin’ Down (mit Cameron Boyce, Dove Cameron, China Anne McClain, Sofia Carson, Mitchell Hope, Dylan Playfair & Thomas Doherty; UK: Silber, US: Platin)
- 2019: Night Falls (mit Cameron Boyce, Dove Cameron, Sofia Carson Thomas Doherty, China Anne McClain & Dylan Playfair)
- 2019: Good to be Bad (mit Cameron Boyce, Dove Cameron & Sofia Carson; US: Gold)

## Auszeichnungen
| Preisverleihung                                                                                                   | Kategorie                                                            | Resultat  | Datum |
| --- | -------------------------------------------------------------------- | --------- | ----- |
| Young Artist Award für seine Rolle in Meine Schwester Charlie                                                     | Best Performance in a TV Series – Guest Starring Young Actor 18 – 21 | Nominiert | 2012  |
| FilmOut Audience Award des FilmOut Festivals (San Diego, USA) für seine Rolle in White Frog … Kraft unserer Liebe | Best Actor                                                           | Gewonnen  | 2013  |
| Young Entertainer Award als Teil des Ensembles von Descendants – Die Nachkommen                                   | Best Young Ensemble Cast – Television Movie, Mini Series or Special  | Nominiert | 2016  |
| Festival Award des Northeast Film Festivals (USA) als Teil des Ensembles von American Satan                       | Best Ensemble Cast                                                   | Gewonnen  | 2017  |